# Lakhiaita
 (septembre 2008).
Améliorez-le ou discutez des points à vérifier. 
Lakhiaita ou Khyaita (الخيايطة) est une commune du Maroc, située à 22 kilomètres au sud de Casablanca, sur le plateau de la Chaouia, dans la province de Settat. On y recense 17 538 habitants en 2004. 
Lakhiaita sera bientôt le noyau d'une ville satellite, Sahel-Lakhiaita. On y trouve un studio cinématographique un centre d'emplissage de gaz et plusieurs unités industrielles.
Construite autour du marabout du chérif Sidi Mohamed ben Abdallah Elkhayat, les habitants se veulent de la secte soufie Jilania.[réf. nécessaire] Abd al Qadir al-Jilani
La population appartient aux tribus Oulad Massoud, Oulad Abbou, Soualem  et Foukra. Parmi les grandes familles de Lakhiaita on peut citer Lemzadda (les fils d'Elmazdadi), Oulad Sidi Mohamed Ben Eljilali Ben Haj Mohamed (connue sous le nom de Oulad Azizi) et Oulad Haj Allal Ben Haj Driss.[Quoi ?]